# 駒敏郎
駒 敏郎（こま としお、1925年6月7日 - 2005年3月20日）は、日本の文筆家。

## 経歴
京都市西陣生まれ。京都三中卒業。京都府立医科大学を芝居に凝って中退。　
身長181cm、非常勤講師を務めていた京都女子大では、「あしなが先生」と呼ばれていた。
「どうげきペチカ」という児童劇団を主宰しており、台本・演出の傍ら、1952年よりドラマの脚本を書きはじめる。NHKラジオドラマ脚本「秋風の検校」は美也古豆本から刊行され、現在でも古本市場で入手できる。NHKテレビ「日本の歴史」を担当し、本格的に歴史の勉強を開始。1962年より著述を業とし、地誌、歴史、文学などについて執筆する。
NHK京都放送局に勤務していた。
「頼政が太刀についた鵺の血を洗ったと言われる鵺池の所在は明らかでない。」と放送したところ、視聴者から「放送局の窓を開ければ見えます。」と指摘された。郁芳通、竹屋町通、智恵光院通、美福通に囲まれた場所に位置する二条児童公園には、平家物語の伝説である源頼政の鵺退治のあと、頼政が太刀についた鵺の血を洗ったといわれる鵺池がある。
1949年から4年続けて、比叡山横川へ、主催していた児童劇団の小、中、高校生をつれて3、4泊の合宿をしたことがある。
毎日放送（MBS）製作・近畿日本鉄道提供で1959年3月6日から2004年3月27日まで、45年間放送された教養系紀行番組『真珠の小箱』のプロデューサーを務めた。
1982年から光華女子大学で京都学を講じた。また京都女子大学の非常勤講師を務めた。初出講は1982年4月23日。少なくとも6年間出講している。毎年、「体験的京都及び京都人観」というテーマでレポートを提出させていた。
住所は京都市中京区西ノ京御輿岡町から京都市左京区南禅寺北ノ坊町に移った。
1994年、京都市芸術功労賞を受賞。

## 著書
- 京都文学散歩 保育社 1966 (カラーブックス)
- 奈良の寺 保育社 1967 (カラーブックス)
- 北陸能登 文学と歴史の旅 保育社 1969 (カラーブックス)
- 京都散見 駸々堂出版 1970 (京都文庫)
- 大和路 文学散歩 保育社 1970 (カラーブックス)
- 木曽路 歴史と文学の旅 保育社 1971 (カラーブックス)
- 萩・長門路 保育社 1972 (カラーブックス)
- カラー京都の祭 淡交社 1972
- 京の老舗 駸々堂出版 1972 (京都文庫)
- 京都散策 1 東山の道　保育社 1973 (カラーブックス)
- 戦国武将の謎 祥伝社 1973 (ノン・ブック)
- 川の日本史 流域を紀行する 新人物往来社 1974
- 京都散策 7 洛中　保育社 1975 (カラーブックス)
- 京都西陣織屋町 1975 (駸々堂ユニコンカラー双書)
- 美しき京都 集英社 1976
- 老舗 美と心 創造 1977.1
- 天狗筆記物語 私説西陣の歴史 創世記 1977.8
- 江戸豪商の謎 祥伝社 1978.2 (ノン・ブック)
- 花と歴史の旅 毎日新聞社 1978.4
- 北条政子 頼朝を将軍にした女 徳間書店 1979.2
- カラー京の庭 山本建三写真 山と渓谷社 1980.1
- 日本魁物語 平凡社 1980.1 のち徳間文庫
- なつかしい城下町 保育社 1981.3 (カラーブックス)
- 東京の老舗京都の老舗 1982.12 (角川文庫)
- 京都味の老舗 鎌倉書房 1985.8
- 心斎橋北詰 駸々堂の百年 駸々堂出版 1986.11
- 女子大版京都学入門　名古屋豆本　1987.10
- 桃山の落日 京都名庭秘話 学芸書林 1988.6
- 紋屋相模 御寮織物司井関家家史 井関栄二 1988.10
- 諸国和菓子めぐり 本阿弥書店 1988.12（雑誌「俳壇」に連載された「諸国和菓子めぐり」百回のうち前半五十回分）
- 京洛ひとり歩き 本阿弥書店 1991.3
- 京の和菓子旅の和菓子 本阿弥書店 1992.11（雑誌「俳壇」に連載された「諸国和菓子めぐり」百回のうち後半五十回をまとめたもの）
- 京洛名水めぐり 本阿弥書店 1993.1
- 誤解される京都 本阿弥書店 1993.12
- 京の小路散歩 もうひとつの京都新発見 暮らしが息づく通り道 婦人画報社 1996.11
- 京の味 老舗の味の文化史 向陽書房 2000.5

## 共著など
- 日本の名著 葉隠 奈良本辰也共訳 中央公論社、1969
- 平家絵巻 写真紀行 奈良本辰也共著 写真:中村昭夫 新人物往来社 1972 のち徳間文庫
- 京都散策 2 邦光史郎 保育社 1973 (カラーブックス)
- 京都散策 3 永井路子 保育社 1973 (カラーブックス)
- 京都散策 4 杉本苑子 保育社 1974 (カラーブックス)
- 京都散策 6 尾崎秀樹 保育社 1974 (カラーブックス)
- 京都散策 5 岡部伊都子 保育社 1974 (カラーブックス)
- 京都の伝説 中川正文 角川書店 1976 (日本の伝説)
- 近江の伝説 中川正文 角川書店 1977.6 (日本の伝説)
- 伊勢・志摩の伝説 花岡大学 角川書店 1979.3 (日本の伝説)
- 若狭・越前の伝説 花岡大学 角川書店 1980.5 (日本の伝説)
- 史料　京都見聞記　全5巻　村井康彦・森谷尅久と共編　法藏館　1991～1992